# Spanioneura quadrimaculata
Spanioneura quadrimaculata är en insektsart som beskrevs av Crawford 1925. Spanioneura quadrimaculata ingår i släktet Spanioneura och familjen rundbladloppor. Inga underarter finns listade i Catalogue of Life.